# Leif Frimand Jensen
Leif Frimand Jensen (født 1943, død 22. august 2016) var tidligere ordførende direktør i Farum Kommune. 
Han blev sammen med Peter Brixtofte i Brixtofte-sagen kendt skyldig for diverse lovovertrædelser og blev i byretten idømt et år og tre måneders betinget fængsel. Ved landsrettens dom d. 6. oktober 2009 (12. afd., sag S-1208-07) blev dommen ændret til 2 års betinget fængsel.

## Henvisning
1. ↑  "Dramatisk dag i Farumsagen". dr.dk. 5. januar 2007.